# Dobřenice
Dobřenice (en allemand : Dobschenitz) est une commune du district de Hradec Králové, dans la région de Hradec Králové, en République tchèque. Sa population s'élevait à 566 habitants en 2022.

## Géographie
Dobřenice se trouve à 15 km au sud-ouest de Hradec Králové et à 87 km à l'est-nord-est de Prague.
La commune est limitée par Roudnice au nord, par Syrovátka et Osičky à l'est, par Rohoznice et Pravy au sud, et par Kratonohy à l'ouest.

## Histoire
La première mention écrite de la localité date de 1339.

## Galerie

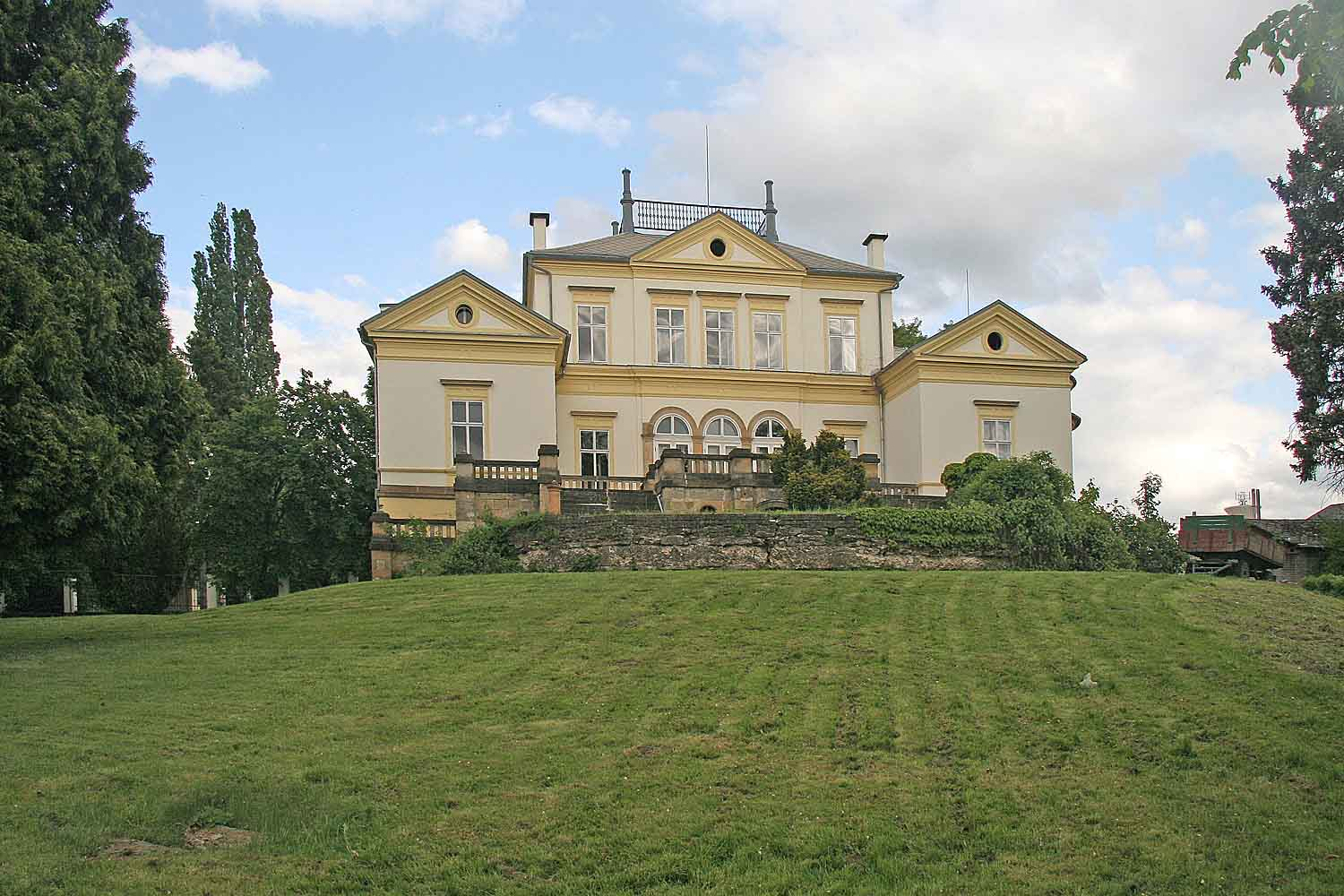
Dobřenice : château.
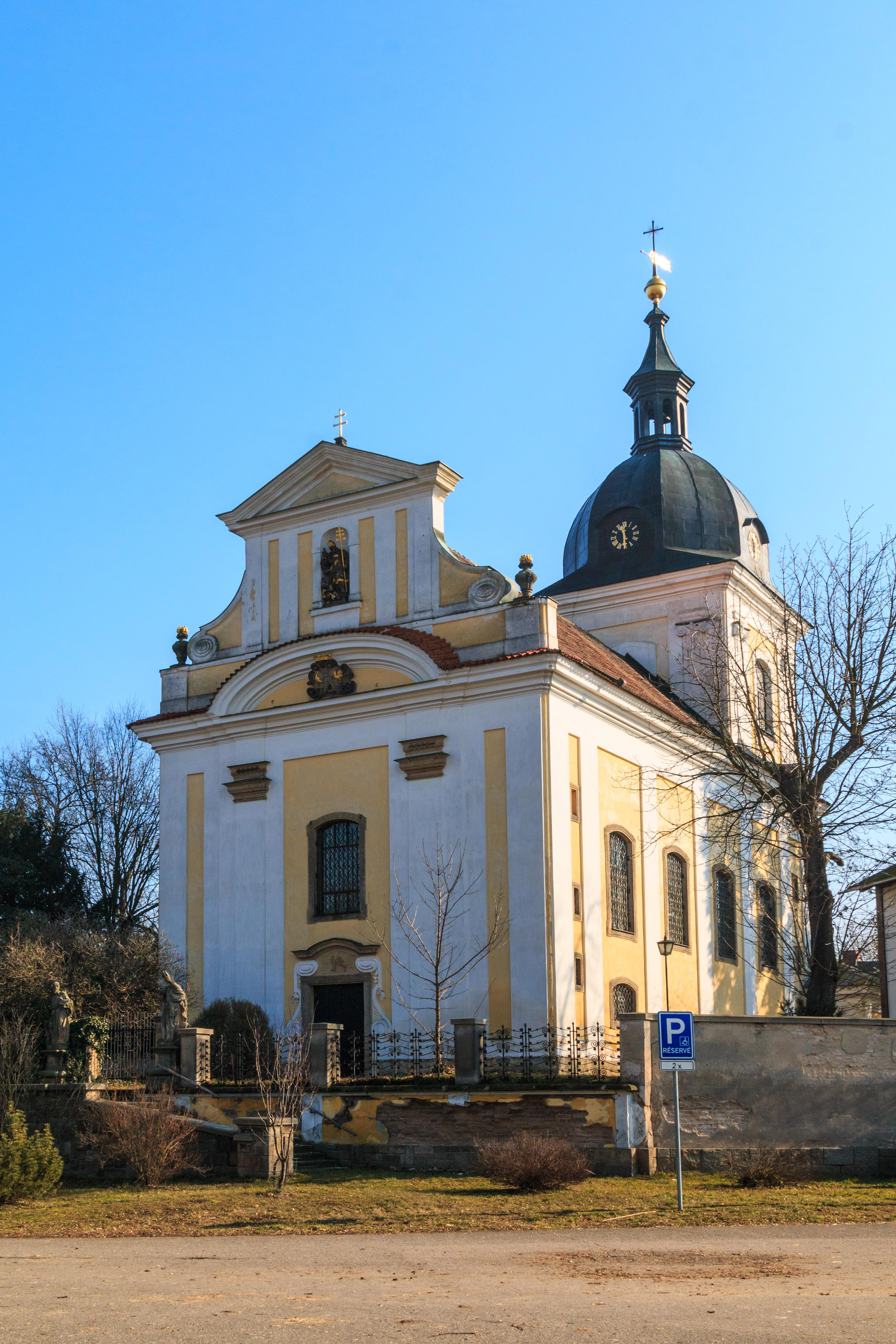
Église Saint-Clément.

## Transports
Par la route, Dobřenice trouve à 15 km de Chlumec nad Cidlinou, à 18 km de Hradec Králové et à 99 km de Prague. La commune est desservie par une sortie de l'autoroute D11, qui relie Prague à Hradec Králové.